# Anolis marron
Anolis marron – gatunek zagrożonej wyginięciem jaszczurki z rodziny Anolidae, żyjącej na Haiti.

## Systematyka
Gatunek ten zalicza się do rodzaju Anolis, klasyfikowanego obecnie w monotypowej rodzinie Anolidae. W przeszłości rodzaj ten zaliczany był do licznej w gatunki rodziny legwanowatych (Iguanidae).

## Rozmieszczenie geograficzne
Opisywany przedstawiciel kladu Iguania to endemit haitańskiego półwyspu Tiburon, na którym zamieszkuje on południowo-wschodnie wybrzeże na obszarze zajmującym 467 km². Występuje od poziomu morza do 182 m n.p.m.

## Siedlisko
Jaszczurki należące do opisywanego gatunku spotyka się na wielu różnych pionowych powierzchniach zarówno w siedliskach naturalnych, jak i antropogenicznych, w tym na pniach drzew, budynkach, latarniach itp.

## Zagrożenia i ochrona
W Czerwonej księdze gatunków zagrożonych IUCN Anolis marron jest klasyfikowany jako gatunek najmniejszej troski (LC, ang. Least Concern).
Gatunek ten jest bardzo liczny, a jego populacja wydaje się stabilna. IUCN nie wymienia żadnych istotnych zagrożeń dla gatunku.